# Pro Bowl 2014
Match précédent Match suivant
Le Pro Bowl 2014 est le match des étoiles de football américain de la National Football League pour la saison 2013. Il se joue à l'Aloha Stadium d'Honolulu, Hawaï le 26 janvier 2014 entre les meilleurs joueurs de la NFL répartis en deux équipes par deux légendes de la ligue Jerry Rice et Deion Sanders qui choisissent tour à tour leurs joueurs préférés. La rencontre est remportée sur le score de 22 à 21 par l'équipe Rice.

## Équipe Sanders
C'est Chuck Pagano (en), entraîneur principal des Colts d'Indianapolis qui a dirigé l'équipe Sanders.

## Équipe Rice
C'est Ron Rivera , entraîneur principal des Panthers de la Caroline qui dirigera l'équipe Rice.

## Joueurs sélectionnés n'ayant pas participé
Notes :
Le joueur doit accepter l'invitation à être remplaçant pour apparaître dans les listes. Celui qui refuse l'invitation n'est pas considéré comme Pro Bowler.
a  Sélectionné comme remplaçant à la suite d'une blessure ou d'une place vacante.
b  Blessé/joueur suspendu - sélectionné mais n'a pas participé.
c  Sélectionné mais n'a pas joué car son équipe participait au Super Bowl XLVIII.

## Nombre de sélection par franchise
| Équipe                             | Nb. |
| ---------------------------------- | --- |
| Chiefs de Kansas City              | 10  |
| Browns de Cleveland                | 6   |
| Broncos de Denver                  | 5   |
| Patriots de la Nouvelle-Angleterre | 5   |
| Ravens de Baltimore                | 4   |
| Bills de Buffalo                   | 4   |
| Dolphins de Miami                  | 4   |
| Texans de Houston                  | 3   |
| Colts d'Indianapolis               | 3   |
| Bengals de Cincinnati              | 2   |
| Jets de New York                   | 2   |
| Steelers de Pittsburgh             | 2   |
| Chargers de San Diego              | 2   |
| Jaguars de Jacksonville            | 1   |
| Raiders d'Oakland                  | 1   |
| Titans du Tennessee                | 1   |

| Équipe                        | Nb. |
| ----------------------------- | --- |
| 49ers de San Francisco        | 10  |
| Panthers de la Caroline       | 7   |
| Seahawks de Seattle           | 6   |
| Bears de Chicago              | 5   |
| Cowboys de Dallas             | 5   |
| Saints de La Nouvelle-Orléans | 5   |
| Eagles de Philadelphie        | 5   |
| Cardinals de l'Arizona        | 4   |
| Redskins de Washington        | 3   |
| Lions de Détroit              | 2   |
| Vikings du Minnesota          | 2   |
| Rams de Saint-Louis           | 2   |
| Buccaneers de Tampa Bay       | 2   |
| Falcons d'Atlanta             | 1   |
| Packers de Green Bay          | 1   |
| Giants de New York            | 1   |